# De Dolfijntjes
De Dolfijntjes is een Belgische band rond Wim Opbrouck en Wim Willaert. De band is ontstaan in 1991. In 1998 brachten ze hun eerste CD 'Buk' uit en in de zomer van 2008 volgde 'Dolfijntjes' 
Wim Opbrouck en Wim Willaert leerden elkaar kennen op Studio Herman Teirlinck. De Taiwanese accordeon vormde de basis voor heel wat nummers. De band brengt heel wat verschillende genres met meestal West-Vlaamse teksten. De Dolfijntjes spelen op kleine en grote podia in Vlaanderen en Nederland.

## Groepsleden
- Wim Opbrouck: accordeon, keyboards en zang
- Wim Willaert: accordeon en zang
- Luc Byttebier: bas
- Marc Holvoet: gitaar
- Dick Vanhoegaerden: drums